# Destroyers de Columbus
Stade
Les Destroyers de Columbus (en anglais : Columbus Destroyers) sont une franchise américaine de football américain en salle évoluant en Arena Football League depuis 1999. Basés à Columbus (Ohio), les Destroyers jouent au Nationwide Arena, enceinte de 17 171 places inaugurée en 2000.